# Matalasaari (ö i Södra Savolax, Nyslott)
Matalasaari är en ö i Finland. Den ligger i sjön Pihlajavesi och i kommunen Nyslott i  landskapet Södra Savolax, i den sydöstra delen av landet, 270 km nordost om huvudstaden Helsingfors. Öns area är 1,3 hektar och dess största längd är 190 meter i sydöst-nordvästlig riktning.